# Freelens
Freelens (eigene Schreibweise: FREELENS, frühere Schreibweise: FreeLens) ist ein 1995 gegründeter Berufsverband für Fotojournalisten und Fotografen. Er ist nach eigener Aussage mit rund 2100 Mitgliedern die größte Fotografenorganisation in Deutschland und setzt sich auf menschlicher, politischer und kultureller Ebene für Fotografen ein. Der Sitz des Vereins befindet sich in Hamburg.

## Aufgaben und Leistungen
Zweck des Vereins ist laut seiner Satzung: „die Vertretung der ökonomischen und sozialen Interessen der Fotojournalisten und Fotografen in Deutschland. Dieser Vereinszweck umfasst auch die gerichtliche Geltendmachung von Rechtsansprüchen der Mitglieder im Namen des Vereins sowie die Aufstellung und Verhandlung gemeinsamer Vergütungsregelungen insbesondere in Schlichtungsverfahren gemäß §§ 36, 36a des Urhebergesetzes.“
Freelens berät seine Mitglieder in rechtlichen und Vertragsfragen, zu Versicherungen und Honoraren und bietet in ausgewählten Fällen Rechtsschutz (keine „Rechtsschutzversicherung“). Außerdem organisiert der Verein Workshops, stellt einen nationalen und einen internationalen Presseausweis aus und stellt u. a. Muster für Allgemeine Geschäftsbedingungen und Model Releases bereit.
Zusätzlich vertritt Freelens die Interessen seiner Mitglieder unter anderem in Gremien wie dem Verwaltungsrat der Verwertungsgesellschaft Bild-Kunst, der Stiftung Kulturwerk und der Stiftung Sozialwerk sowie der Mittelstandsgemeinschaft Foto-Marketing. Im Sommer 2021 hat Freelens zusammen mit der Deutschen Fotografischen Akademie, der Deutschen Gesellschaft für Photographie und dem BFF – Berufsverband Freie Fotografen und Filmgestalter den Deutschen Fotorat gegründet.
Mit Prozessen vor dem Bundesgerichtshof und zum Beispiel dem Kammergericht Berlin führte Freelens Rechtsklärungen für Fotografen herbei und ging außerdem juristisch gegen so genannte Buy-out-Verträge vor.
Der Verband ist ebenfalls Mitunterzeichner der gemeinsamen Erklärung des Arbeitskreises Vorratsdatenspeicherung gegen den Gesetzesentwurf über die Vorratsdatenspeicherung.
Die in der Hamburger Neustadt gelegene Freelens Galerie bietet Raum für bildjournalistische und dokumentarische Positionen.
Das Freelens Magazin wurde 2014 eingestellt, ist aber zum Teil in einem Online-Archiv lesbar.

## Struktur
Vorstände des Freelens e.V. sind Marco Urban, Vorsitzender (Berlin); Kirsten Haarmann, stellv. Vorsitzende (Hamburg); Jens Jeske, Schatzmeister (Berlin), Bastian Fischer (München); Roland Geisheimer (Wetter/Ruhr); Carina C. Kircher, (Heidelberg/Wiesloch); Frank Krems (Hamburg), Dagmar Schwelle (Berlin), Carlotta Steinkamp (Hannover).
Geschäftsführerin des Freelens e.V. ist Heike Ollertz.
Geschäftsführerin der Freelens Foundation ist Paula Kern.
Beiratsmitglieder sind Julia Laatsch (Hamburg), Urs Kluyver (Hamburg) und Rolf Nobel (Hannover).
Der gemeinnützige Tochterverein Freelens Foundation Germany fördert Kunst und Kultur und unterstützt hilfsbedürftige Fotografen, fotografische Projekte, Ausstellungen, Symposien und Workshops.
Die FREELENS Galerie in Hamburg ist ein Ausstellungsort für zeitgenössische Fotografie. Der Kurator ist Peter Lindhorst.